# Francesco Piccolomini (gesuita)
Francesco Piccolomini (Siena, 22 ottobre 1582 – Roma, 17 giugno 1651) è stato un gesuita italiano.
Nel 1649 succedette a Vincenzo Carafa quale ottavo Preposito Generale dell'Ordine.

## Biografia
Della nobile famiglia senese dei Piccolomini, imparentato coi papi Pio II e Pio III, entrò nella Compagnia di Gesù giovanissimo nell'anno 1600 e fu successivamente professore di filosofia presso il Collegio Romano, avendo tra i propri discepoli anche il venerabile Giovanni Berchmans. Passò successivamente alla cattedra di teologia. Chiese di essere inviato nelle Indie per predicare il Vangelo, ma venne invece inviato come superiore dell'ordine dei gesuiti in Sicilia. Ritornato a Roma, ebbe il rettorato del Collegio Romano e fu quindi Superiore Provinciale a Roma, Milano ed a Venezia.
Alla morte di Vincenzo Carafa, venne scelto come ottavo preposito generale il 21 dicembre del 1649. Il suo ufficio durò solo diciotto mesi: morì, infatti, nel giugno del 1651, all'età di 68 anni.